# Alberto Ramos (wielrenner)
Alberto Rafael Ramos Vargas (Santiago de los Caballeros, 25 mei 1992) is een wielrenner uit de Dominicaanse Republiek.

## Carrière
In 2017 behaalde Ramos, bij zijn tweede deelname aan de Vuelta a la Independencia Nacional, zijn eerste officiële overwinning. In de zesde etappe van de belangrijkste wedstrijd van zijn thuisland wist hij het peloton drie seconden voor te blijven. Jesús Pérez werd tweede.

## Overwinningen
2017
6e etappe Vuelta a la Independencia Nacional